# Jacqueline Belenyesiová
Jacqueline Belenyesiová (Košice, 3 december 1985) is een Slowaakse kunstschaatsster.
Belenyesiova is actief als individuele kunstschaatsster en wordt gecoacht door Hana Töcziková. 
| records             | punten | datum      | toernooi                   |
| ------------------- | ------ | ---------- | -------------------------- |
| Hoogste totaalscore | 95.99  | 15-10-2005 | Karl Schäfer Memorial 2005 |
| Hoogste korte kür   | 37.27  | 18-01-2006 | EK 2006                    |
| Hoogste lange kür   | 65.07  | 15-10-2005 | Karl Schäfer Memorial 2005 |

| resultaten             | 1999 | 2000 | 2001 | 2002 | 2003 | 2004 | 2005 | 2006 |
| ---------------------- | ---- | ---- | ---- | ---- | ---- | ---- | ---- | ---- |
| Olympische Spelen      | -    | -    | -    | -    | -    | -    | -    |      |
| Wereldkampioenschap    | -    | -    | -    | -    | -    | -    | -    |      |
| Europees kampioenschap | -    | -    | -    | -    | -    | -    | 27e  | 23e  |